# DJK FV Haaren
Die DJK FV Haaren ist ein Sportverein aus Aachen, Haaren.

## Geschichte
Im Jahr 1912 gründeten sich der FC Hohenzollern Haaren und der FC Sparta. Nach dem Ersten Weltkrieg 1918 benannte sich der FC Hohenzollern in SV Haaren um. Im Oktober 1920 fusionierte man mit dem FC Sparta zum Sportverein Haaren 1912, ein Jahr später nannte man sich in Haarener FV um. Im Jahr 1920 gründete sich auch die DJK Germania Haaren. 1987 entstand der Verein in seiner heutigen Form aus einer Fusion des Haarener Fußball-Vereins mit der DJK Germania. Seitdem führt er den Namen DJK FV Haaren 1912.

## Abteilung Fußball
Die Farben des Vereins sind Schwarz und Gelb. Die Spiele werden im Stadion Neuköllner Straße auf zwei Kunstrasenplätzen ausgetragen. Zurzeit spielt der Klub in der achtklassigen Bezirksliga des Fußballverbandes Mittelrhein. Seine höchste Ligenzugehörigkeit erreichte der FV Haaren in den 1950er Jahren. 1954 stieg man in die Landesliga Mittelrhein auf, die bis zur Gründung der Verbandsliga Mittelrhein im Jahr 1956 höchste Amateurspielklasse war. Nach dem Abstieg aus der Landesliga im Jahr 1957 spielt der Verein überwiegend in der Bezirksliga, musste allerdings einige Male den Weg in die Kreisliga A antreten.
Seit der Saison 2004/2005 spielt der Verein ununterbrochen in der Bezirksliga. In den Spielzeiten 2007/08 und 2013/14 belegte man zum Ende der Saison den 3. Platz, damit verpasste man knapp den Aufstieg in die Landesliga Mittelrhein. Außerdem stieg die U17 als erste Jugendmannschaft der Vereinsgeschichte zur Saison 19/20 in die Bezirksliga auf. Alle weiteren Jugendmannschaften spielen in den höherklassigen Kreissonder- und Leistungsligen.
Seit September 2022 verfügt der Verein über eine eigene MC-Arena. Eine offene Sporthalle, die man buchen kann.

## Persönlichkeiten
- Herbert Krisp
- Rolf Pawellek
- Josef Zschau
- Günter Delzepich